# The Serpent Queen
The Serpent Queen är en amerikansk historisk dramaserie vars första säsong hade premiär den 11 september 2022. Första säsongen bestod av åtta avsnitt. En andra säsong hade premiär i juli 2024. Serien är skapad av Justin Haythe som även skrivit seriens manus, vilket i sin tur är baserat på Leonie Friedas roman Catherine de Medici: Renaissance Queen of France.

## Handling
Serien utspelar sig under 1500-talet och kretsar kring Catherine de Medici, som var Frankrikes drottning 1547–1559.

## Rollista i urval
- Samantha Morton - Katarina av Medici
- Liv Hill - Catherine, som ung
- Amrita Acharia - Aabis
- Barry Atsma - Montmorency
- Enzo Cilenti - Cosimo Ruggeri
- Sennia Nanua - Rahima
- Kiruna Stamell - Mathilde
- Nicholas Burns - Anton av Bourbon
- Beth Goddard - Antoinette de Bourbon
- Raza Jaffrey - Frans av Guise
- Danny Kirrane - Ludvig I av Bourbon-Condé
- Ray Panthaki - Charles de Lorraine de Guise
- Ludivine Sagnier - Diane de Poitiers
- Paul Chahidi - Charles de Bourbon
- Navid Negahban - Claude av Guise
- Ruby Bentall - Angelica
- Naomi Battrick - Anne d'Etampes
- Colm Meaney - Frans I
- Rebecca Gethings - Eleonora av Österrike
- Gemma Dobson - Nathalie
- Antonia Clarke as Maria Stuart
- Lee Ingleby - Henrik II
- Charles Dance - Clemens VII
- Adam Garcia - Sebastio
- Memet Ali Alabora - Sultan Süleyman I
- David Denman - Pierre Marques
- Rupert Everett - Karl V